# Игнатий Самоковски
Игнатий (на гръцки: Ιγνάτιος, Игнатиос) е гръцки духовник, митрополит на Вселенската патриаршия.

## Биография
Роден е в Митилини. Служи като архидякон на Ираклийската епархия.
През юли 1826 година Игнатий е избран и по-късно ръкоположен за митрополит на Самоковската епархия. Убит е на 9 юни 1829 година от един луд или от пиян турчин.